# Fethiye Belediyespor Spor Kulübü
O Fethiye Belediye Spor Kulübü, conhecido também como Fethiye Belediyespor, é um clube de basquetebol baseado em Fethiye, Turquia que atualmente disputa a TB2L. Manda seus jogos no Ginásio Esportivo Aydin Atatürk com capacidade para 2.000.

## Histórico de Temporadas
| Temporada | Nível | Liga | Pos. | J    | PL  | Resultado |
| --------- | ----- | ---- | ---- | ---- | --- | --------- |
| 2016-17   | 4     | EBBL | 2    | 10-2 | 1-4 | Promovido |
| 2017-18   | 3     | TB2L |      |      |     |           |

- fonte:eurobasket.com mackolik.com